# علياء عساف
علياء عساف (5 أبريل 1990 -) هي ممثلة مصرية.

## حياتها والنشأة والمسيرة
من مواليد مدينة القاهرة، بدأت التمثيل منذ طفولتها المبكرة، حيث عملت للمرة الأولى من خلال فيلم نزوة مع أحمد زكي ويسرا بدور الطفلة حبيبة بنت أحمد زكي وكانت تبلغ من العمر 6 سنوات، وشاركت خلال نفس الفترة في عدة أفلام أخرى، منها: شجيع السيما، بلية ودماغه العالية، رحلة حب. احتجبت علياء عن العمل الفني لعدة سنوات ثم عادت مجددًا للسينما والتليفزيون، وقدمت للسينما: أوقات فراغ، حين ميسرة. أما في التليفزيون فقد شاركت في مسلسلات كاريوكا، الداعية، مزاج الخير. بعدها ظهرت في عملين في شهر رمضان لعام 2012 (تحية كاريوكا - حكايات بنات). فإنها لفتت الانظار حول دورها بشخصية الفنانة تحية كاريوكا في أيام الصبا والمراهقة وانها كانت جديرة بهذا الدور. وايضا لفتت الانظار في مسلسل (حكايات بنات) بدور «مي» الأخت الشقية.

## الأعمال الفنية
1. 2001: لحظات حب
2. بحر 2019
3. ابن حلال مسلسل 2014
4. تفاحة آدم مسلسل 2014 مريم شريف سرايا
5. أتش أي في فيلم 2014 سلمى
6. مزاج الخير مسلسل 2013 5. الداعية مسلسل 2013
7. حكايات بنات مسلسل 2012 مى
8. كاريوكا مسلسل 2012 تحية شابة
9. ابن النظام مسلسل 2012
10. يمكن لما نسافر فيلم قصير 2010
11. كابتن هيما فيلم 2008
12. حين ميسرة فيلم 2007
13. اوقات فراغ فيلم 2006
14. بطة واخواتها مسلسل 2004
15. ديل السمكة فيلم 2003 طفلة
16. انظر حولك وابتسم مسلسل 2002 طفلة
17. رحلة حب فيلم 2001
18. شجيع السيما فيلم 2000 طفلة
19. بلية ودماغه العالية فيلم 2000 الطفله ام الشحات
20. نسر الشرق ج2 مسلسل 2000
21. قط وفار فايف ستار مسلسل 2000 طفلة
22. أسانسير خمس نجوم فيلم قصير 1999 طفلة
23. نزوة فيلم 1996 الطفله - حبيبة

## وصلات خارجية
- علياء عساف على موقع الدهليز
- علياء عساف على موقع قاعدة بيانات الأفلام العربية